# Pholidota longibulba
Pholidota longibulba là một loài thực vật có hoa trong họ Lan. Loài này được Holttum miêu tả khoa học đầu tiên năm 1947.